# Caraphractus
Caraphractus (лат.) — род хальцидоидных наездников из семейства Mymaridae.

## Распространение
Неарктика, Палеарктика, Мадагаскар, Австралия, Новая Зеландия, Новая Гвинея.

## Описание
Мелкие хальцидоидные наездники желтовато-коричневого цвета. Длина тела: 0,795—1,250 мм. Голова, грудь, петиоль и тазики грубо скульптированные; усики с 1-члениковой булавой, расширяются к вершине; переднее крыло с одной дистальной макрохетой. Крылья с длинными краевыми щетинками. Усики очень длинные, больше длины головы вместе грудью. Паразиты насекомых (жуки Coleoptera: Dytiscidae).

## Систематика
Небольшой род мимарид (Mymaridae). Среди 9 других неарктических родов группы Polynema (Acmopolynema, Cnecomymar, Eustochus, Kalopolynema, Mymar, Neomymar, Palaeoneura, Polynema, Stephanodes), Caraphractus наиболее сходен с сестринским таксоном Eustochus. Впервые был выделен в 1846 году, а его валидный статус подтверждён в ходе ревизии, проведённой в 2020 году канадским энтомологом Джоном Хубером (John T. Huber; Natural Resources Canada c/o Canadian National Collection of Insects, Оттава, Канада), Jennifer D. Read и российско-американским гименоптерологом Сергеем Владимировичем Тряпицыным (Entomology Research Museum, Department of Entomology, Калифорнийский университет в Риверсайде, Калифорния, США).
- Caraphractus cinctus Walker, 1846[15]
  - =Caraphractus reductus Rimsky-Korsakov, 1920[16][17][18]
- Caraphractus hazomanitrae Risbec, 1952[2]
- Другие